# 松平資尹
松平 資尹（まつだいら すけただ）は、丹後国宮津藩2代藩主。本庄松平家5代。

## 生涯
延享3年（1746年）3月21日、出羽国庄内藩5代藩主・酒井忠寄の七男として江戸で生まれる。宝暦11年（1761年）8月19日、宮津藩主松平資昌の養子となる。10月1日、将軍徳川家治に御目見する。11月27日、資昌の隠居により家督を継いだ。12月18日、従五位下・大隅守に叙任する。
明和2年（1765年）7月23日、江戸で死去した。享年20。跡は養子の資承が継いだ。

## 系譜
- 父：酒井忠寄（1704年 - 1766年）
- 母：山本氏
- 養父：松平資昌（1744年 - 1762年）
- 婚約者：貞心院 元 (宗義暢室) 松平頼恭の娘
- 正室：なし
- 養子
  - 男子：松平資承（1749年 - 1800年） - 松平正温の三男